# Kurów
Kurów je naselje u pulavskom povjatu, vojvodstvo Lublin, u istočnoj Poljskoj. Nalazi se na rijeci Kurowki. Naselje je postojalo još u 12. stoljeću. Kroz mjesto prolazi europska cesta E372 i regionalne ceste br.12 i br. 17. Kurów je rodno mjesto poljskoga komunističkog političara i generala Wojciecha Jaruzelskog.
Posebna atrakcija za turiste uključuje renesansnu crkvu renoviranu 1692.

## Povijest
Godine 1795. nakon treće podjele Poljske, Kurów je bio pripojen Austriji. 1809. postaje dio Varšavskog vojvodstva. 1815. godine, Kurów postaje dio Kraljevine Poljske.

## Ulice
Podaci iz 2005.: 

## Vanjske poveznice
- Wiki o Kurovje[neaktivna poveznica]
- [neaktivna poveznica]